# Marius Jacob
Alexandre Jacob (29 de septiembre de 1879-28 de agosto de 1954), conocido como Marius Jacob, fue un anarquista ilegalista francés. Ladrón inteligente dotado de un agudo sentido del humor, capaz de mostrar una gran generosidad hacia sus víctimas, se convirtió en uno de los modelos para el personaje Arsenio Lupin, de Maurice Leblanc.

## Duros comienzos
Jacob nació en 1879 en Marsella, en el seno de una familia obrera. A la edad de doce se enroló en un viaje como aprendiz de marinero que lo llevaría a Sídney, donde desertó de la tripulación. Más tarde diría de su viaje: "Vi el mundo, y no es hermoso". Tras un breve periodo como pirata, que pronto rechazó por ser un mundo demasiado cruel, volvió a Marsella en 1897 y dejó la vida marinera definitivamente, afectado de fiebres que lo acompañarían por el resto de su vida. Siendo aprendiz de tipógrafo acudió a reuniones anarquistas, donde conoció a su futura esposa Rose.
El socialismo parlamentario de finales del siglo XIX se oponía, a menudo violentamente, al anarquismo. Desde el socialismo se pretendía lograr llegar al poder legalmente a través de los procesos electorales; desde el anarquismo sin embargo se entendía que la justicia social no era algo que se pudiera alcanzar desde la estructura del poder existente, sino que debía ser arrebatado por la clase obrera. En la Europa de la Belle Époque, tras la represión de la Comuna de París, las revueltas solían consistir de actos individuales de violencia, a menudo dirigidos contra reyes, políticos, soldados, oficiales de policía, tiranos y magistrados. Numerosos militantes anarquistas fueron encarcelados y guillotinados. Hombres como Ravachol, considerados por mucha gente terroristas, fueron condenados a muerte.
Pillado con explosivos tras una serie de robos menores, Jacob fue condenado a seis meses de prisión, tras los cuales tuvo dificultades para reintegrarse. A partir de ese punto, eligió un "ilegalismo pacifista".

## Actividad criminal
En Toulon, el día 3 de julio de 1899, Jacob fingió sufrir alucinaciones para evitar una pena de cinco años de reclusión. El 19 de abril de 1900 escapó del manicomio de Aix-en-Provence con la ayuda de un enfermero y se refugió en Sète. Allí organizó una banda de hombres que se llamaba "los trabajadores de la noche". Los principios eran sencillos: no se asesina excepto para proteger la propia vida o para escapar de la policía; se les roba sólo a los que consideran parásitos sociales —empresarios, jueces, soldados y el clero— pero nunca a quienes llevan a cabo profesiones consideradas útiles —arquitectos, médicos, artistas, etcétera—; finalmente, un porcentaje del dinero robado se dona a la causa anarquista. Jacob eligió evitar trabajar con anarquistas idealistas y en lugar de ello se rodeó de criminales y compañeros ilegalistas. 
Para comprobar que a quien pretendían atracar estaba en su domicilio, la banda de Jacob introducía trozos de papel bajo la puerta y volvía al día siguiente para comprobar si el papel seguía en su sitio. Además, Jacob se volvió un experto en forzar cerraduras de puertas y cajas fuertes. Otro inteligente método criminal consistía en entrar a apartamentos por el suelo desde el techo del piso inferior. Jacob introducía un paraguas por un pequeño agujero en el techo, de manera que una vez insertado el paraguas podía abrirse para recoger los escombros y amortiguar el ruido producido al romper el techo. 
Entre 1900 y 1903, operando con grupos de dos a cuatro personas, Jacob efectuó más de 150 robos en París, en provincias circundantes e incluso en el extranjero. Pero Jacob comenzó a sentir que su causa no tenía sentido. Un día, mientras intentaba convencer a un obrero de que se uniera al anarquismo, Jacob recibió una respuesta significativa: "¿Y mi jubilación?".
El 21 de abril de 1903, una operación llevada a cabo en Abbeville se complicó. Habían asesinado un oficial de policía para poder escapar, y Jacob y sus dos cómplices fueron capturados. Dos años más tarde, en Amiens, se lo juzgó a Jacob. Militantes y simpatizantes anarquistas acudieron en masa a la ciudad para crear una plataforma para sus ideas. "Saben quién soy: un rebelde, que vive de sus robos". Escapó de la guillotina pero fue condenado a una vida de trabajos forzados en Cayenne.

## Trabajos forzados y resurrección
En Cayenne, Jacob mantuvo correspondencia con su madre, Marie, que nunca abandonó a su hijo. Intentó escapar 17 veces sin éxito. 
Tras la abolición en todo el país de los trabajos forzados (inspirada en los escritos de Albert Londres), Jacob regresó a la ciudad, donde sufrió de depresión hasta 1927, tras la cual se mudó al valle del Loira donde se volvió comercial ambulante y volvió a casarse (Rose había muerto durante su tiempo en la prisión).
En 1929 a Jacob le presentaron a Louis Lecoin, director del periódico Libertaire. Los dos hombres forjaron una amistad para toda la vida. Tras los apoyos internacionales a los prisioneros anarquistas Sacco y Vanzetti, promovieron la campaña contra la extradición de Durruti, a quien le esperaba la pena de muerte en España. En 1936 Jacob fue a Barcelona con la intención de ayudar a la CNT, pero convencido de que no había esperanza en la guerra civil española volvió a la vida mercantil francesa.
Aunque no se implicó directamente en la resistencia francesa (había muy pocas redes específicamente anarquistas, a pesar de que algunos libertarios, principalmente españoles, participaron en el movimiento), fugitivos de la resistencia tuvieron siempre un refugio en su casa. Tras la muerte de su madre (1941) y la de su esposa (1947), rodeado de amigos y camaradas, Jacob nunca renunció a su estilo de vida criminal ni a sus opiniones.